# Порц (Салаж)
Порц (рум. Porț) насеље је у Румунији у округу Салаж у општини Марка. Oпштина се налази на надморској висини од 168 m.

## Становништво
Према подацима из 2002. године у насељу је живело 315 становника, од којих су сви румунске националности.